# Sewing Woman
Sewing Woman ist ein US-amerikanischer Dokumentarfilm von Arthur Dong aus dem Jahr 1982. 

## Inhalt
Der Film erzählt die Geschichte einer Frau, die den kulturellen Wandel vom traditionellen China in das moderne Leben in den USA vollzogen hat. Dabei spricht die Erzählerin über die erdrückende Bürokratie in China, Einwanderungsrichtlinien der USA, Familientrennung und Anpassungsprobleme.

## Produktionsnotizen, Veröffentlichung
Der Film basiert auf mündlichen Überlieferungen sowie der Biografie von Zem Ping Dong, der Mutter des Regisseurs. Erzählt werden die Erlebnisse von der Schauspielerin Lisa Lu.
Die Premiere des Films fand im Oktober 1982 beim Chicago International Film Festival statt.

## Auszeichnung
1984 wurde der Film in der Kategorie „Bester Dokumentar-Kurzfilm“ für den Oscar nominiert.